# Manuel Iñigo
Manuel Hipólito Iñigo (San Miguel de Tucumán, Tucumán; 7 de agosto de 1935 - 3 de abril de 2012). Fue un futbolista argentino que jugaba como delantero.
Manuel fue hermano del también futbolista David Iñigo.

## Trayectoria

### Sportivo Guzmán
Iñigo debutó en Sportivo Guzmán en el año 1952, cuando fue subcampeón tucumano, por detrás de Central Córdoba. Jugó en el juliano hasta 1956, cuando fue transferido al fútbol de Buenos Aires junto a su hermano y a Gregorio García.

### Banfield
En 1957 llegó a Banfield, que disputaba la B Metropolitana. En el taladro jugó una temporada. 

### Huracán
Llegó a Huracán en el año 1958. En el globo de Parque Patricios disputó una temporada.

### Atlético Tucumán
En 1959 se sumó a Atlético Tucumán, que venía de ser tricampeón tucumano, para reforzar al decano de cara al Campeonato de Campeones. En dicho certamen se coronó campeón y le dio su primer título nacional a la institución. En 1960 se consagró campeón tucumano, algo que repitió en 1961, 1962, 1963 y 1964, algo que completó el histórico octacampeonato de Atlético Tucumán. En 1965 se retiró del fútbol.

## Clubes
| Club             | País      |
| ---------------- | --------- |
| Sportivo Guzmán  | Argentina |
| Banfield         | Argentina |
| Huracán          | Argentina |
| Atlético Tucumán | Argentina |

## Palmarés
| Título                  | Equipo           | País      | Año  |
| ----------------------- | ---------------- | --------- | ---- |
| Campeonato de Campeones | Atlético Tucumán | Argentina | 1960 |
| Liga Tucumana           | Atlético Tucumán | Argentina | 1960 |
| Liga Tucumana           | Atlético Tucumán | Argentina | 1961 |
| Liga Tucumana           | Atlético Tucumán | Argentina | 1962 |
| Liga Tucumana           | Atlético Tucumán | Argentina | 1963 |
| Liga Tucumana           | Atlético Tucumán | Argentina | 1964 |